# NGC 6173
NGC 6173 este o liner situată în constelația Hercule. A fost descoperită în 18 martie 1787 de către William Herschel. Se află la o distanță de 94,62 de megaparseci de Pământ.